# Покровська вулиця (Кременчук)
Ву́лиця Покровська — одна з вулиць Кременчука. Протяжність близько 800 метрів.

## Розташування
Вулиця розташована в центральній частині міста. Починається приблизно з 40-50 метрів від залізничної колії і прямує на північний-захід, де входить у вул. Соборна.
Проходить крізь такі вулиці (з початку вулиці до кінця):
- Миколаївська
- Театральна
- Університетська
- пров. Симона Петлюри

## Опис
Вулиця є однією з центральних у місті.

## Будівлі та об'єкти

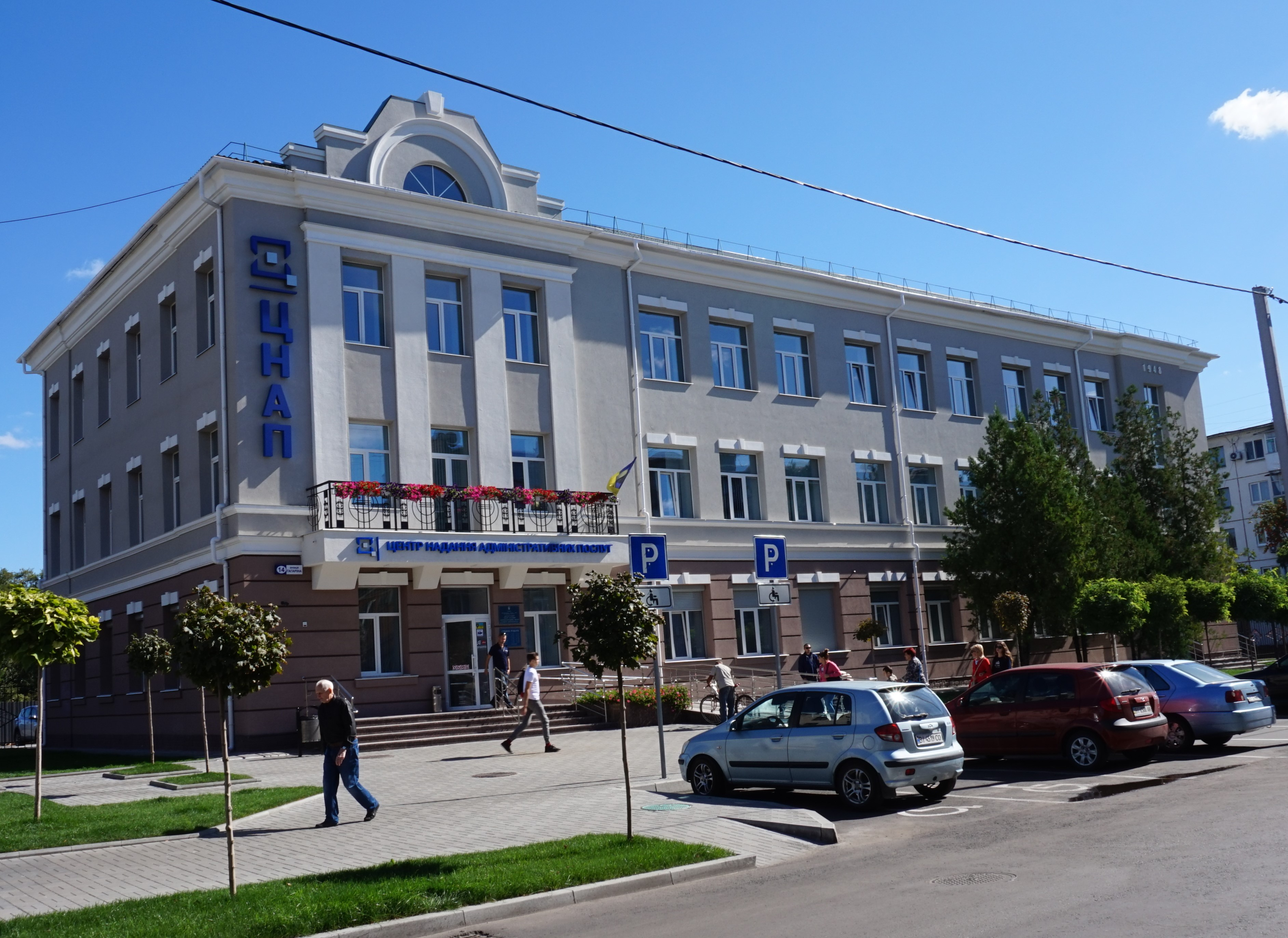
№ 14 – ЦНАП, до 2018 школа № 14 за типовим проєктом, 1938 р.

На вулиці розташовані такі об'єкти: автостанція, ЦНАП (№ 14), футбольний стадіон «Кредмаш» (№ 20).